# Орлови скали (Сърница)
Скалното светилище Орлови скали (на турски: „Доган кая“; в превод на български значението е „Соколови скали“) се намира в едноименната местност, отстояща на 3 km западно по права линия от центъра на село Сърница, (Област Хасково).
Светилищният комплекс представлява ансамбъл от величествени скали, някои от които достигат до 30 – 40 m височина.

## Откритие
Скалният комплекс „Орлови скали“ е обявен за природна забележителност с постановление №1427 от 13.05.1974г. Характерните за подобни обекти в района на Източни Родопи култови ниши и форми, наподобяващи човешки фигури и животни (част от комплекса), са упоменати в редица издания още през 70-те и 80-те години на двадесети век. Сред тях и това, описващо природата край село Сърница с автор Иван Топалов от 1980г.
Години по-късно, през февруари 2016 година, професионалният фотограф Мирослав Чобанов връща отново вниманието към „Орлови скали“, като разпространява в социалните мрежи свои фотографии на ясно очертан човешки профил, оформен в скалните масиви. Със снимките си Чобанов потвърждава наличието на контрастиращите форми, които от години се използват за скално катерене. Профилът е на височина около 30 – 40 m.
Вследствие на разпространените фотографии направени от Чобанов, местността Орлови скали е посетена за теренно проучване от проф.Ана Радунчева и доц. д-р Стефанка Иванова в началото на месец март на 2016 година. По време на теренното проучване Мирослав Чобанов заснема още два профила в скалите. Според проф. Радунчева, мъжкият профил оформен в скалите заснет от Чобанов със сигурност е изработен от човешка ръка, най-вероятно с каменно сечиво. Според хипотезата ѝ Орлови скали са част от верига светилища в Източните Родопи, към които принадлежат комплексите край селата Татул и Ангел Войвода. По време на теренното проучване в местността са открити много керамични фрагменти, по които проф. Радунчева датира светилището Орлови скали към IV хил. пр. Хр.

## Описание и особености
Монументалните скали, в голямата си част са моделирани от човешка ръка. На различни места в тях са оформени монументални човешки профили, които според проф. Ана Радунчева са вторично оформени, въпреки че никъде не личи да има следа от работа с метални сечива, което според нея означава, че скалите са обработвани с камък. При своето теренно проучване проф. Радунчева открива керамични фрагменти, които са от втората половина на IV хил. пр. Хр., от Каменно-медната епоха. Това светилище принадлежи към светилищната система изградена в тази епоха в Източните Родопи, част от която са светилищата Белинташ, Татул, Перперек и Глухите камъни.
Според проф. Ана Радунчева мащабната свещена територия, започва много преди местността Орловите скали. Тя започва от Купена и върви по цялото било на планината. Обработените там скални структури, са свързани със светилището на Орлови скали. Те притежават всичките характеристики на скалните светилища в Родопа планина. Това светилище е съществена част от една светилищна система, която датира още от IV хил. пр. Хр. Всички нейни части функционират в унисон. Представителите на цивилизацията, които са ги създали и посещавали, вероятно са обхождали всички тези свещени територии, в дните, когато религиозните им представи са повелявали. Тук е регистриран извор, пещери и трапецовидни ниши.
Около самото светилище е изградена и крепост в ранната Желязна епоха. Два скални откоса между скалите естествено защитават пространството от около 1,5 декара, допълнително преградено от крепостна стена от ломен камък, без спойка. Керамиката по повърхността е от втората половина на I хил. пр. Хр. Преградната стена свързва двата скални масива описвайки дъга и осигурява защита от северозапад. In situ може да се види частично запазен зид на височина около 1,2 m. На около 10 m пред долния скален масив се вижда вал от камъни – останки от стена.

## Свързаност с други исторически обекти
През юни месец 2016 година Паулина Михова разкрива ново светилище край село Сърница, само на няколко километра югоизточно от скално-култовия комплекс Орлови скали и сравнително близо до скално-култовия комплекс край село Ночево. Комплексът е разположен в местността Дикили таш – в превод от турски „Побит камък“. Първоначалното намерение на групата било да заснемат с дрон светилищните съоръжения при Орлови скали, но след като загубват пътеката, те попадат на местност, в която се забелязват скално-изсечени структури. Скалите са разположени в полукръг в продължение на почти 1 km. На някои от непристъпните сектори в скалите се наблюдават изсечени трапецовидни ниши.
Заснети отвисоко, в скалните масиви ясно се открояват изсечени глави на змии, човешки профили, стъпаловидни изсичания – подобни на грубо оформени стъпала, трапецовидни ниши и др. Фотографиите на комплекса са изпратени на проф. Ана Радунчева, като междувременно Паулина Михова изпраща снимките до медиите като условно нарича откритието „Змийският град“.
Впоследствие е организирана пресконференция на която проф. Ана Радунчева разяснява, че не става въпрос за град, а за редица от скали, в която змийските изображения са обработени в естествените скали, чиято форма е била подходяща за оформянето на рептилните профили, като при някои скали се наблюдават и съчетания между човешко тяло и змийска глава. Според нея конфигурацията от зооморфни и антропоморфни скали, обработени вторично (от човешка ръка) са значителен брой, отколкото на други места на територията на Родопите и представляват поредната новооткрита част, принадлежаща към Родопската система от праисторически светилища.
Според проф. Ана Радунчева, която е дългогодишен изследовател на светилищните комплекси в Родопите, броят им надвишава 250, като те са разположени навсякъде в планината. Според нея, новооткритите змийски фигури са изсечени от човешка ръка някъде около VIII хил. пр. Хр. Радунчева отстоява тезата, че хората, създали светилището край Сърница, са принадлежали към високоразвито общество, което обаче изчезнало мистериозно около IV хил. пр. Хр. И макар и да имало наченки на светска власт, в него водещо било духовното начало и по-точно авторитетът на жреците.